# Thomas Flechtner
Thomas Flechtner (geb. 1. Mai 1961 in Winterthur, Schweiz) ist ein Schweizer Fotograf. Er lebt und arbeitet in Vallière (Frankreich) und Zürich (Schweiz).

## Werdegang
Thomas Flechtner verbrachte seine Kindheit und Schulzeit in Seuzach in der Nähe von Winterthur. Er kam durch einen Onkel, der in Konstanz ein Fotogeschäft betrieb, schon als Schulkind in Kontakt mit der professionellen Fotografie. Seine Ausbildung zum Fotografen absolvierte er an der Ecole d'art appliqué in Vevey. Seit 1987 arbeitet er als freier Künstler. Schon während seines Studiums in Vevey nahm Thomas Flechtner an der Triennale Internationale de la Photographie in Freiburg (Schweiz) teil und erhielt sodann in den Jahren 1988, 1990 und 1992 das Eidgenössische Kunststipendium zur weiteren Förderung seines Werks. Seit 1987 arbeitet er als freischaffender Künstler. Nach verschiedenen Auslandsaufenthalten, unter anderem in London (Atelierstipendium der Landis&Gyr-Stiftung), fand er auch international immer mehr Beachtung. Seine erste Publikation (SNOW, 2001, Lars Müller Publishers) stiess auf grosse Resonanz und führte in der Folge zu Ausstellungen u. a. in New York, Tokyo und Bilbao. Seine Lebenspartnerin ist als Publizistin und Autorin tätig.

## Arbeit und Werk
Der Fotograf Thomas Flechtner arbeitet ausschliesslich mit analogen Grossformatkameras in Farbe mit vorhandenem Tageslicht unter freiem Himmel. Er verfolgt dabei ein spezielles und aufwendiges Verfahren, das in SIKART mit folgenden Worten beschrieben wird:
«Thomas Flechtner [...] versteht, mittels subtiler inszenatorischer Eingriffe und sorgfältiger Wahl des Bildausschnitts die Ausstrahlung des abgelichteten Sujets kompositionell zu verdichten. Flechtner fokussiert bei seinen Landschaftsaufnahmen sowohl auf die weitläufigen Texturen als auch auf die kleinen Details, die sich im Betrachterauge festhaken. So schafft er in grossformatigen Bildern Farb- und Formrhythmen, die den gewählten Naturausschnitt nicht selten zu Gunsten einer faszinierenden Bilddynamik in den Hintergrund treten lassen.»
«Internationalen Erfolg erzielte Thomas Flechtner erstmals mit seinen Schneebildern (Walks, 1998–2001), in denen er die Fotografie mit dem gestalterischen Eingriff in die Landschaft verband. In hochalpinen Schneehängen setzte er unter grossem Zeitaufwand minutiöse Spuren und fixierte das modellierte Panorama bei wechselnden Lichtverhältnissen mit der Kamera.»
Die Blumenbilder Flechtners, die seit 2003 entstehen und deren «Vorlagen der Künstler teils im eigenen Garten, teils in exotischen Gefilden fand, zeigen die Blüten- und Blätterpracht auf berückend abstrahierte Weise porträtiert. Die vielfache Überlagerung der Gewächse, die dichten Arrangements, Unschärfe und starke Helligkeit führen zur Entmaterialisierung der Pflanzenkörper zugunsten einer Steigerung ihrer farblichen Leuchtkraft.»
Einige seiner Werke hat der Künstler in Bildbänden veröffentlicht: Snow (2001), Bloom (2007) und News (2012).

## Öffentliche Sammlungen
- Aargauer Kunsthaus, Aarau
- Belgacom, Brüssel
- Brooklyn Museum, New York
- Caisse des Dépôts et Consignations, Paris
- Fonds Cantonal d’Art Contemporain, Genf
- Fotomuseum Winterthur
- FRAC Franche-Comté
- Guggenheim Museum Collection, New York
- Kunsthaus Zürich
- Musée Cantonal des Beaux-Arts, La Chaux-de-Fonds
- Musée Cantonal des Beaux-Arts, Sitten

## Ausstellungen

### Einzelausstellungen (Auswahl)
- 2017: For Evergreen, Bildhalle, Zürich
- 2010: Germs, Blancpain Art Contemporain, Genf
- 2012: Bulbfiction, Blancpain Art Contemporain, Genf
- 2010: Germs, Blancpain Art Contemporain, Genf
- 2008: The Box, de Pury & Luxembourg, Zürich
- 2007: Marianne Boesky Gallery, New York
- 2006: Bloom, Blancpain Art Contemporain, Genf
- 2005: Silent walk, Antonio Colombo Arte Contemporanea, Mailand
- 2004: ParisPhoto, Carousel du Louvre, Galerie Blancpain Stepczynski, Genf
- 2003: Snow, Michael Hoppen Contemporary, London
- 2002: Marianne Boesky/Kennedy Boesky Photographs, New York
- 2000: Coal Mine Fotogalerie, Winterthur
- 1999: Centre de la Photographie, Genf
- 1994: Nikon Galerie, Zürich
- 1992: Scalo, Zürich

### Gruppenausstellungen (Auswahl)
- 2016: Colder/Jours Blancs, Bildhalle, Zürich
- 2015: Nachtbilder, Aargauer Kunsthaus, Aarau
- 2014: Laisser les sons aller où ils vont, Frac Franche-Comté, Besançon
- 2013: Jenseits der Ansichtskarte, Galerie Stihl Waiblingen
- 2012: Les amitiés végétales, Saline Royale, cité des Utopies, Arc et Senans
- 2011: On Horizons, Fotomuseum Winterthur
- 2010: CLIMAX REDVX, Bac – Bâtiment d’art contemporain, Genf
- 2008: Art is for the Spirit, Mori Art Museum, Tokyo
- 2007: Les Peintres de la vie Moderne – Donation, collection photographique de la Caisse des Dépôts, Centre Pompidou, Paris
- 2006: Der Berg, Kunsthaus Zürich
- 2005: Alpine Air, Swiss Artists Inspired by Mountains, Aargauer Kunsthaus, The Bunkamura Museum of Art, Tokyo,
- 2004: Interferences, Fotografisk Center, Kopenhagen
- 2003: Imàgenes en movimiento // Moving Pictures, Guggenheim-Museum Bilbao
- 2002: Der berg, Heidelberger Kunstverein
- 2001: Analog/Dialog, Kunstmuseum Solothurn
- 1997: Looking at India, Schweizerische Landesbibliothek, Bern
- 1996: The Eye of the Beholder, Swiss Institute, New York
- 1991: Découverts, Paris
- 1989: Galerie Stockeregg, Zürich
- 1985: Triennale Internationale de la Photographie, Freiburg i. Üe.

## Auszeichnungen
- 1988: Eidgenössisches Kunststipendium
- 1989: European Kodak Award, Arles
- 1990: Eidgenössisches Kunststipendium
- 1991: European Photography Award, Berlin
- 1992: Eidgenössisches Kunststipendium
- 1993: Landis+Gyr Studio, London, England
- 2004: Photography Award of Canton Neuchâtel
- 2013: UBS Anerkennungspreis, Schweiz

## Publikationen
- Indien sehen. Bildband, Lars Müller Verlag, Baden 1997, ISBN 3-907044-41-X.
- Snow. Bildband. Lars Müller Verlag, Baden 2001, ISBN 978-3-90707849-5.
- Spicegarden. Bildband, Hrsg. Kanton Basel-Stadt, 2003.
- Moving Pictures. Katalog. Guggenheim Museum Publications, 2003.
- Bloom. Bildband. Lars Müller Verlag, Baden 2007, ISBN 978-3-03778091-6.
- True North. Katalog. Guggenheim Museum Publications, 2008, ISBN 978-3-7757-2166-0.
- News. Bildband. Lars Müller Verlag, Baden 2012, ISBN 978-3-03778318-4.